# Alexandra Jiménez Arrechea
Alexandra Jiménez Arrechea (Saragossa, 4 de gener de 1980) és una actriu aragonesa.

## Carrera
Va començar a estudiar ballet en l'Estudi de Dansa de Maria de Ávila de Saragossa, com la seva germana, alhora que estudiava en el col·legi. Va arribar a ser ballarina professional als 15 anys i va treballar en el Ballet Nacional de Cuba però una lesió li va fer canviar de professió cap a l'art dramàtic. Va fer estudis d'interpretació a l'Escola Superior d'Arts i Espectacles TAI de Madrid, que va compaginar en el segon curs amb la seva intervenció en les sèries televisives Periodistas, Policias, En el corazon de la calle i Companys. Així com al seu primer paper cinematogràfic en la pel·lícula La fiesta.
Es va fer coneguda per la interpretació d'Àfrica en la sèrie de televisió Los Serrano i el 7 de juny de 2006 va ser guardonada amb el Premi Aragoneses del año. També va participar en la sèrie La família Mata. El 2009 va estrenar la comèdia Spanish Movie, dirigida per Javier Ruiz Caldera. Des del gener de 2010 fins al desembre de 2011, va ser la protagonista de la sèrie de televisió La pecera de Eva. Va rebre el premi a la millor actriu de televisió en el festival de cinema i televisió de Lleó, així com el premi Cosmopolitan a la millor actriu de televisió pel seu personatge d'Eva Padrón. El 2011 va estrenar la comèdia de Borja Cobeaga No controles.
El 2012 va interpretar a Tina en la pel·lícula Promoció fantasma, dirigida per Javier Ruiz Caldera. El 2013 va protagonitzar la sèrie de Telecinco Família, amb Santiago Ramos i Juana Acosta. El gener del 2014 va ser la conductora de la primera gala dels Premis Feroz. L'any 2015 va participar en els films Requisits per ser una persona normal, de Leticia Dolera; Anacleto: agent secret, de Javier Ruiz Caldera; Los miércoles no existen, de Peris Romano; i Barcelona, nit d'hivern, de Dani de la Orden.
El 2016 va protagonitzar amb Paco León la pel·lícula Embarazados, dirigida per Juana Macías, així com també Nacida para ganar, amb Victoria Abril i Cristina Castany. Igualment, va formar part del repartiment de la pel·lícula Kiki, el amor se hace, una comèdia dirigida per Paco León. També va posar la veu al personatge Scarlet Overkill de la pel·lícula de dibuixos animats Els Minions. Al novembre de 2016 va estrenar la pel·lícula 100 metros amb Dani Rovira i Karra Elejalde, un drama sobre l'esclerosi múltiple dirigit per Marcel Barrena. El 29 de gener de 2017 va rebre el Premi Gaudí a millor actriu de repartiment en la IX edició dels premis lliurats per l'Acadèmia del cinema català a l'Auditori del Forum de Barcelona.

## Vida personal
La seva parella romàntica és l'actor Luis Rallo, amb el qual va treballar en l'obra de teatre Un pequeño juego sin consecuencias (2006) i en les sèries de televisió abans esmentades de Los Serrano, La pecera de Eva y Hospital Valle Norte. El gener del 2022, es va fer públic que al final del 2021 havia nascut la seva primera criatura en conjunt.

## Filmografia

### Cine
| Any  | Títol                                  | Personatge        | Direcció                            | Notes         |
| ---- | -------------------------------------- | ----------------- | ----------------------------------- | ------------- |
| 2003 | Los anillos de Saturno                 | Valeria           | Manuel Sanabria                     | Curtmetratge  |
| 2003 | La fiesta                              | Trini             | Manuel Sanabria i Carlos Villaverde |               |
| 2003 | Historia de un ciudadano               | Chica pastilla    | Pablo Salvatierra                   | Curtmetratge  |
| 2003 | Low bat                                | Gánster           | Felipe Martínez Amador              | Curtmetratge  |
| 2004 | Demonios de corta vista                | Isabel            | Javier Kühn                         | Curtmetratge  |
| 2005 | El mono de Hamlet                      | Eva / Mono        | Alberto Chessa                      | Curtmetratge  |
| 2005 | A Mario                                | Ana               | Papick Lozano                       | Curtmetratge  |
| 2007 | No quiero                              | Alex              | Virginia Rodríguez                  | Curtmetratge  |
| 2008 | Fuera de carta                         | Paula             | Nacho G. Velilla                    |               |
| 2008 | Vámonos de aquí                        | Ella              | Nydia García                        | Curtmetratge  |
| 2009 | Spanish Movie                          | Ramira            | Javier Ruiz Caldera                 |               |
| 2009 | El maniquí                             | Victoria          | Sandra Elvira Pérez i Juan Soriano  | Curtmetratge  |
| 2010 | A o B                                  | La Actriz         | Leticia Dolera                      | Curtmetratge  |
| 2011 | No controles                           | Bea               | Borja Cobeaga                       |               |
| 2012 | Promoción fantasma                     | Tina Escalonilla  | Javier Ruiz Caldera                 |               |
| 2013 | Excel                                  | Rebeca            | Guillermo Fernández Groizard        | Curtmetratge  |
| 2013 | Casi inocentes                         | Elena             | Papick Lozano                       |               |
| 2013 | Esto no es una cita                    | Andrea            | Guillermo Fernández Groizard        |               |
| 2013 | Las brujas de Zugarramurdi             | Sonia             | Álex de la Iglesia                  |               |
| 2014 | Café para llevar                       | Alicia            | Patricia Font                       | Curtmetratge  |
| 2014 | No digas nada                          | Ella              | Silvia Abascal                      | Curtmetratge  |
| 2015 | Requisitos para ser una persona normal | Cristina Pi       | Leticia Dolera                      |               |
| 2015 | Minions                                | Scarlett Overkill | Pierre Coffin                       | Actriu de veu |
| 2015 | Anacleto: Agente secreto               | Katia             | Javier Ruiz Caldera                 |               |
| 2015 | Los miércoles no existen               | Irene             | Peris Romano                        |               |
| 2015 | Barcelona, noche de invierno           | Alba              | Dani de la Orden                    |               |
| 2016 | Embarazados                            | Alina             | Juana Macías                        |               |
| 2016 | La noche de todos los santos           | Reportera         | Gonzalo Vallecas                    | Curtmetratge  |
| 2016 | Kiki, el amor se hace                  | Sandra            | Paco León                           |               |
| 2016 | Nacida para ganar                      | Encarna           | Vicente Villanueva                  |               |
| 2016 | 100 metros                             | Inma              | Marcel Barrena                      |               |
| 2016 | La llave de la felicidad               | Nuria             | Roger Delmont                       |               |
| 2017 | Toc Toc                                | Blanca            | Vicente Villanueva                  |               |
| 2018 | Las distancias                         | Olivia            | Elena Trapé                         |               |
| 2018 | Superlópez                             | Luisa Lanas       | Javier Ruiz Caldera                 |               |
| 2019 | Gente que viene y bah                  | Irene Vélez       | Patricia Font                       |               |
| 2019 | Si yo fuera rico                       | Maite             | Álvaro Fernández Armero             |               |
| 2021 | Imposible decirte adiós                | Paula             | Yolanda Centeno                     | Curtmetratge  |
| 2022 | Tadeo Jones 3: La tabla esmeralda      | Victoria Moon     | Enrique Gato                        | Actriu de veu |
| 2022 | Vasil                                  | Luisa             | Avelina Prat                        |               |
| 2022 | Historias para no contar               | Carol             | Cesc Gay                            |               |
| 2023 | Bajo terapia                           | -                 | Gerardo Herrero                     | Per estrenar  |
| 2023 | La ternura                             | Princesa          | Vicente Villanueva                  | Per estrenar  |

### Televisió
| Any         | Títol                               | Personatge                   | Notes                                 |
| ----------- | ----------------------------------- | ---------------------------- | ------------------------------------- |
| 2002        | Policías, en el corazón de la calle | Noia morta                   | 1 episodi                             |
| 2002        | Periodistas                         | Laura García                 | 1 episodi                             |
| 2002        | Compañeros                          | María                        | 1 episodi                             |
| 2003        | Tres son multitud                   | Valeria Martínez             | Elenc principal; 15 episodis          |
| 2004 - 2008 | Los Serrano                         | África Sanz                  | Elenc principal (T2-T8); 125 episodis |
| 2009        | La familia Mata                     | Eva Mata                     | Elenc principal (T3); 9 episodis      |
| 2010        | No soy como tú                      | Leticia                      | Telefilm                              |
| 2010 - 2011 | La pecera de Eva                    | Eva Padrón                   | Protagonista; 247 episodis            |
| 2011 - 2012 | Cheers                              | Rebeca Santaolalla           | Elenc principal; 13 episodis          |
| 2011        | Rocío Dúrcal, volver a verte        | Susana                       | Telefilm                              |
| 2012        | Frágiles                            | Eva Padrón                   | 1 episodi                             |
| 2013        | Familia                             | Carlota Oquendo              | Elenc principal; 8 episodis           |
| 2015 - 2016 | El club de la comedia               | Ella misma                   | Presentadora (T11); 11 episodis       |
| 2016        | El ministerio del tiempo            | Julia Lozano / Teresa Méndez | 1 episodi                             |
| 2017        | La zona                             | Julia Martos                 | Elenc principal; 8 episodis           |
| 2018        | El Continental                      | Ángela                       | 1 episodi                             |
| 2019        | Hospital Valle Norte                | Paula Díaz del Pino          | Protagonista; 10 episodis             |
| 2019        | Atrapa a un ladrón                  | Lola Garay                   | Elenc principal; 10 episodis          |
| 2021        | El inocente                         | Lorena Ortiz                 | Elenc principal; 7 episodis           |
| 2023        | Supernormal                         | María de las Mercedes "Pitu" | Secundaria; 3 episodis                |
| 2023        | Escándalo. Relato de una obsesión   | Inés Morales                 | Protagonista; 8 episodis              |

## Teatre
- Fin del mundo, todos al tren (Alberto Millares, 2002)
- Los menecmos (Roberto Cerdá, 2002)
- Siete por siete (Fermín Cabal, 2003)
- 5mujeres.com (José Miguel Contreras, 2004)
- Hombres, mujeres y punto (2005)
- Un pequeño juego, sin consecuencias (José Luis Alonso de Santos, 2006)
- La fierecilla domada (William Shakespeare, 2009)